# Richard Wagner (Geologe)
Richard Wagner (* 7. Juni 1847 in Unterellen; † 6. Mai 1932 in Jena) war ein deutscher Lehrer, Geologe und Paläontologe.

## Leben
Richard Wagner war von 1877 bis 1923 als Lehrer der Mathematik und Naturwissenschaften an der Ackerbauschule in Zwätzen bei Jena tätig. Wagner erforschte intensiv die Geologie und Paläontologie der Umgebung von Jena. Dabei gelang es ihm, eine Reihe von bis dahin unbekannten Bänken und Schichten detailliert paläontologisch zu charakterisieren und auf größere räumliche Erstreckung zu verfolgen. 
Sein Beitrag zur genaueren Kenntnis des Muschelkalks bei Jena von 1897 wurde damit zur klassischen Darstellung des Muschelkalks bei Jena. Daneben veröffentlichte er eine Reihe kleinerer paläontologischer Arbeiten über Cephalopoden und Crinoiden der Jenaer Trias. Richard Wagner ist Erstbeschreiber des Cephalopoden Beneckeia cognata, der heute zu Beyrichites cognatus (Wagner) 1891 gestellt wird.
1886 wurde er Mitglied der Deutschen Geologischen Gesellschaft und 1931 Ehrenmitglied im Thüringischen Geologischen Verein.
Die Friedrich-Schiller-Universität Jena ehrte Richard Wagner für seine Verdienste um die Erforschung der Jenaer Trias mit der Ernennung zum Ehrendoktor.
Ernst Wilhelm Benecke benannte ihm zu Ehren 1887 eine zierliche Seelilie aus dem Jenaer Muschelkalk als Encrinus Wagneri, die heute als Holocrinus wagneri (Benecke) 1887 bezeichnet wird.

## Schriften
- Ueber neuere Versteinerungsfunde im Röth und Muschelkalk von Jena. In: Zeitschrift der Deutschen geologischen Gesellschaft, XXXVII, Berlin 1885, S. 807–810 (Digitalisat)
- Die Encriniten des unteren Muschelkalks von Jena. In: Jenaische Zeitschrift für Naturwissenschaften, 20, Jena 1887, S. 1–32 (Digitalisat), 2 Tafeln (Digitalisat)
- Ueber Encrinus Wagneri BEN. aus dem unteren Muschelkalk von Jena. In: Zeitschrift der Deutschen geologischen Gesellschaft, XXXIX, Berlin 1887, S. 822–828 (Digitalisat)
- Ueber einige Versteinerungen des unteren Muschelkalks von Jena. In: Zeitschrift der Deutschen geologischen Gesellschaft, XLIII, Berlin 1891, S. 879–891, Tafel XLIX (Digitalisat)
- Beitrag zur genaueren Kenntnis des Muschelkalks bei Jena. Abhandlungen der Königlich Preussischen Geologischen Landesanstalt Neue Folge, Heft 27, 105 S., Berlin 1897
- Neue Beobachtungen aus dem Muschelkalk und Röt von Jena. In: Jahrbuch der Preussischen Geologischen Landesanstalt für 1921, 42, Berlin 1923, S. 1–16